# Nuoto ai XVI Giochi del Mediterraneo - 100 metri rana maschili

## Record
Prima di questa competizione, il record del mondo (WR) era il seguente:
|    | 58"91   | Kōsuke Kitajima Giappone | 11 agosto 2008 Pechino, Cina   |
| GR | 1'01"24 | Hugues Duboscq Francia   | 24 giugno 2005 Almería, Spagna |

Durante l'evento sono stati migliorati i seguenti record:
| Data      | Evento      | Atleta                       | Nazione | Tempo   | Record |
| --------- | ----------- | ---------------------------- | ------- | ------- | ------ |
| 27 giugno | 1ª batteria | Caba Siladji                 | Serbia  | 1'00"59 | GR     |
| 27 giugno | Finale      | Melquíades Álvarez Caraballo | Spagna  | 1'00"45 | GR     |

## Batterie
Sabato 27 giugno, ore 10:45 CEST.
Si sono svolte 3 batterie di qualificazione. I primi 8 atleti si sono qualificati direttamente per la finale. Tony De Pellegrini non si è qualificato per la finale, in quanto il numero massimo di atleti per nazione è pari a due.
| #  | Batteria | Corsia | Atleta                       | Nazionalità | Tempo   | Note  |
| -- | -------- | ------ | ---------------------------- | ----------- | ------- | ----- |
| 1  | 1        | 3      | Caba Siladji                 | Serbia      | 1'00"59 | Q, GR |
| 2  | 2        | 4      | Melquíades Álvarez Caraballo | Spagna      | 1'00"88 | Q     |
| 3  | 3        | 5      | Luca Pizzini                 | Italia      | 1'01"23 | Q     |
| 4  | 2        | 5      | Giacomo Perez Dortona        | Francia     | 1'01"70 | Q     |
| 5  | 1        | 5      | Tony De Pellegrini           | Francia     | 1'01"74 |       |
| 6  | 2        | 3      | Emil Tahirovič               | Slovenia    | 1'02"03 | Q     |
| 7  | 3        | 4      | Hugues Duboscq               | Francia     | 1'02"26 | Q     |
| 8  | 1        | 6      | Sofiane Daid                 | Algeria     | 1'02"35 | Q     |
| 9  | 3        | 3      | Matjaz Markic                | Slovenia    | 1'02"79 | Q     |
| 10 | 3        | 2      | Tryfonas Trivizas            | Grecia      | 1'03"04 |       |
| 11 | 1        | 4      | Mattia Pesce                 | Italia      | 1'03"11 |       |
| 12 | 3        | 6      | Thibault Marand              | Francia     | 1'03"14 |       |
| 13 | 2        | 6      | Vanja Rogulj                 | Croazia     | 1'03"47 |       |
| 14 | 2        | 7      | Savvas Kougioumtzoglou       | Grecia      | 1'03"75 |       |
| 15 | 2        | 1      | Hocine Haciane               | Andorra     | 1'03"92 |       |
| 16 | 1        | 2      | Omer Aslanoglu               | Turchia     | 1'04"86 |       |
| 17 | 1        | 7      | Muzaffer Demirtas            | Turchia     | 1'06"08 |       |
| 18 | 2        | 2      | David Munoz Gonzalez         | Spagna      | 1'06"20 |       |
| 19 | 3        | 1      | Georgios Lagos               | Cipro       | 1'07"93 |       |
| -  | 3        | 7      | Nikola Delic                 | Croazia     | DSQ     |       |

## Finale
Sabato 27 giugno, ore 18:14 CEST.
| Posizione | Corsia | Atleta                       | Paese    | Tempo   | Note |
| --------- | ------ | ---------------------------- | -------- | ------- | ---- |
|           | 5      | Melquíades Álvarez Caraballo | Spagna   | 1'00"45 | GR   |
|           | 4      | Caba Siladji                 | Serbia   | 1'00"68 |      |
|           | 3      | Luca Pizzini                 | Italia   | 1'01"26 |      |
| 4         | 2      | Emil Tahirovič               | Slovenia | 1'01"66 |      |
| 5         | 6      | Giacomo Perez Dortona        | Francia  | 1'01"81 |      |
| 6         | 1      | Sofiane Daid                 | Algeria  | 1'02"23 |      |
| 7         | 7      | Hugues Duboscq               | Francia  | 1'02"37 |      |
| 8         | 8      | Matjaz Markic                | Slovenia | 1'02"46 |      |